# Louis Pasteur
Louis Pasteur (Dole, 27 december 1822 – Saint-Cloud, 28 september 1895) was een Franse scheikundige en bioloog, vooral bekend vanwege de naar hem vernoemde pasteurisatietechniek en door zijn ontdekking van het vaccin tegen hondsdolheid.

## Biografie
Louis Pasteur werd geboren in de Rue des tanneurs ("Leerlooiersstraat") in Dole, in de Franse Jura, als derde van vijf kinderen van Jean-Joseph Pasteur (1791-1865) en Jeanne Etiennette Roqui, dochter van een tuinman uit Marnoz. Louis' drie onmiddellijke mannelijke voorouders, met inbegrip van zijn vader, waren kleinschalige leerlooiers. Jean-Joseph had zich onderscheiden in het leger van Napoleon in de Spaanse Onafhankelijkheidsoorlog. De oudste zoon was als baby gestorven, en verder had Louis een oudere en twee jongere zussen. Tijdens Louis' vroege kindertijd verhuisde het gezin eerst van Dole naar Marnoz, en later in 1827 naar het naburige Arbois bij de rivier de Cuisance. Louis was als zoon van een laaggeschoolde vader voorbestemd om leraar op het lyceum te worden en presteerde nauwelijks beter dan de gemiddelde leerling, maar had wel een bijzonder talent voor portrettekenen.
Vanaf het schooljaar 1837-1838, toen hij dus 15 was, begonnen zijn schoolprestaties te verbeteren en bereidde hij zich voor op de École normale supérieure in Parijs. Een aanvankelijke inschrijving in een voorbereidend internaat moest hij opgeven door heimwee. Hij bleef echter goed presteren in het Collège d'Arbois en ging dan naar het Collège Royale de Besançon om voor het baccalaureaat in de Letteren de nodige voorbereiding in de filosofie te krijgen. Hij bleef in Besançon voor een tweede baccalaureaat, dit keer in de wetenschappen. Hij had er een baantje als studiebegeleider en haalde zijn eindexamen in augustus 1842, weliswaar met middelmatige graden in natuurkunde en scheikunde. Hij werd toegelaten tot de École Normale maar weigerde zelf omdat hij ontevreden was met zijn 15de plaats tussen de 22 kandidaten. In september zakte hij voor het ingangsexamen ingenieur van de École polytechnique, en besloot hij zich nogmaals een jaar voor te bereiden op de Ecole Normale in een internaat. Op het einde van dat jaar haalde hij de eerste prijs in natuurkunde en werd hij tot de wetenschapsafdeling van de Ecole Normale toegelaten als vierde op de kandidatenlijst.
Pasteur studeerde scheikunde en biologie. Zijn wetenschappelijke carrière begon in 1848 met onderzoek aan wijnsteenzuurkristallen. Hij ontdekte dat er twee vormen van wijnsteenzuur bestaan waarvan de kristallen elkaars spiegelbeeld zijn. Ook ontdekte hij dat de ene vorm wel, maar de andere vorm niet door bacteriën kon worden gebruikt als voedsel. Daarmee is hij een van de eersten die macroscopische effecten van de ruimtelijke bouw van moleculen beschreven, en de vader van de stereochemie.

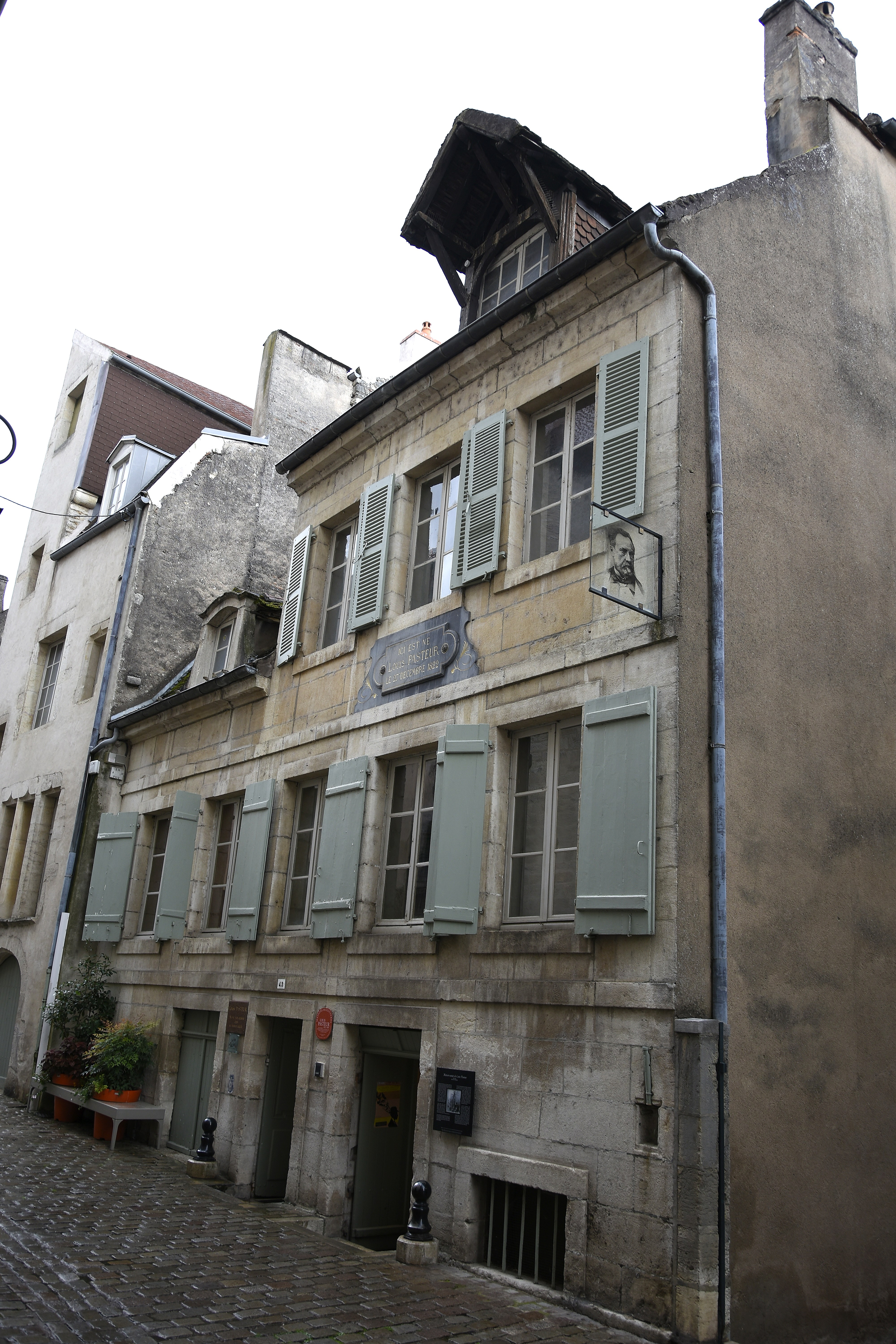
Het geboortehuis van Louis Pasteur in Dole

In 1854 werd Pasteur tot hoogleraar in de scheikunde aan de Universiteit van Rijsel benoemd. In 1857 werd hij directeur voor natuurwetenschappelijk onderzoek aan de École normale supérieure in Parijs.
Pasteur ontwikkelde de theorie dat de oorzaak van veel ziekten een minuscuul levend wezen was, een 'micro-organisme'. Zijn "theorie van de ziekteverwekker" of "microbe-theorie" is een van de belangrijkste ontdekkingen in de medische geschiedenis.  Hij bestudeerde variolatie wat uiteindelijk, op zijn initiatief, leidde tot de ontwikkeling van een vaccin en vaccinatie. Hij introduceerde nieuwe concepten als sterilisatie van instrumenten en wondverbanden.
Pasteur ontdekte dat er verschillende soorten gistcellen voorkomen en dat niet alle gisten even geschikt zijn voor een goede gisting, en bijgevolg een optimale smaak van wijn en bier.
Hij toonde op overtuigende wijze aan dat bedorven voedsel geen micro-organismen voortbrengt, maar dat rotting en gisting daarentegen worden veroorzaakt door micro-organismen die in de lucht aanwezig zijn. Hij was de uitvinder van het pasteuriseren, het proces waarin schadelijke microben in aan bederf onderhevige voedselproducten worden vernietigd door het voedselproduct kortstondig te verhitten, zonder het product te beschadigen.
In 1867 kreeg Pasteur een aanstelling bij de Sorbonne als hoogleraar in de organische chemie. In 1873 werd hij verkozen tot lid van de Académie nationale de médecine. In november 1874 kreeg hij van de Royal Society of London de Copley Medal en in 1881 werd hij ook verkozen tot lid van de Académie française. In 1881 kwam hij in opspraak door zijn rol in wat men het Geheim van Pouilly-le-Fort noemde.

## Hondsdolheid
Pasteur ontwikkelde een virus-vaccin tegen de ziekte hondsdolheid. Hij slaagde erin een hond immuun te maken, en hij behandelde paarden. Op 6 juli 1885 bracht men de negenjarige Joseph Meister uit de Elzas, die door een dolle hond was gebeten, bij Pasteur. Pasteur begon de behandeling met behulp van door hem ontwikkelde inentingen, iets wat voor hem persoonlijk riskant was, omdat hij geen erkend geneesheer was. Na wekenlange behandeling van de jonge patiënt, die hoogrood was aangelopen door de koorts, genas de jongen en kon Pasteur met recht zeggen de hondsdolheid te hebben overwonnen.
Pasteur stond bekend als een vroom christen, die dagelijks intensief bad, waaronder de rozenkrans. Hij overleed op 72-jarige leeftijd en werd begraven in de kathedraal van Notre-Dame van Parijs, maar zijn lichaam werd vrij snel daarna verplaatst naar een crypte van de katholieke kapel in het Pasteur Instituut te Parijs.

## Pasteur en Generatio spontanea

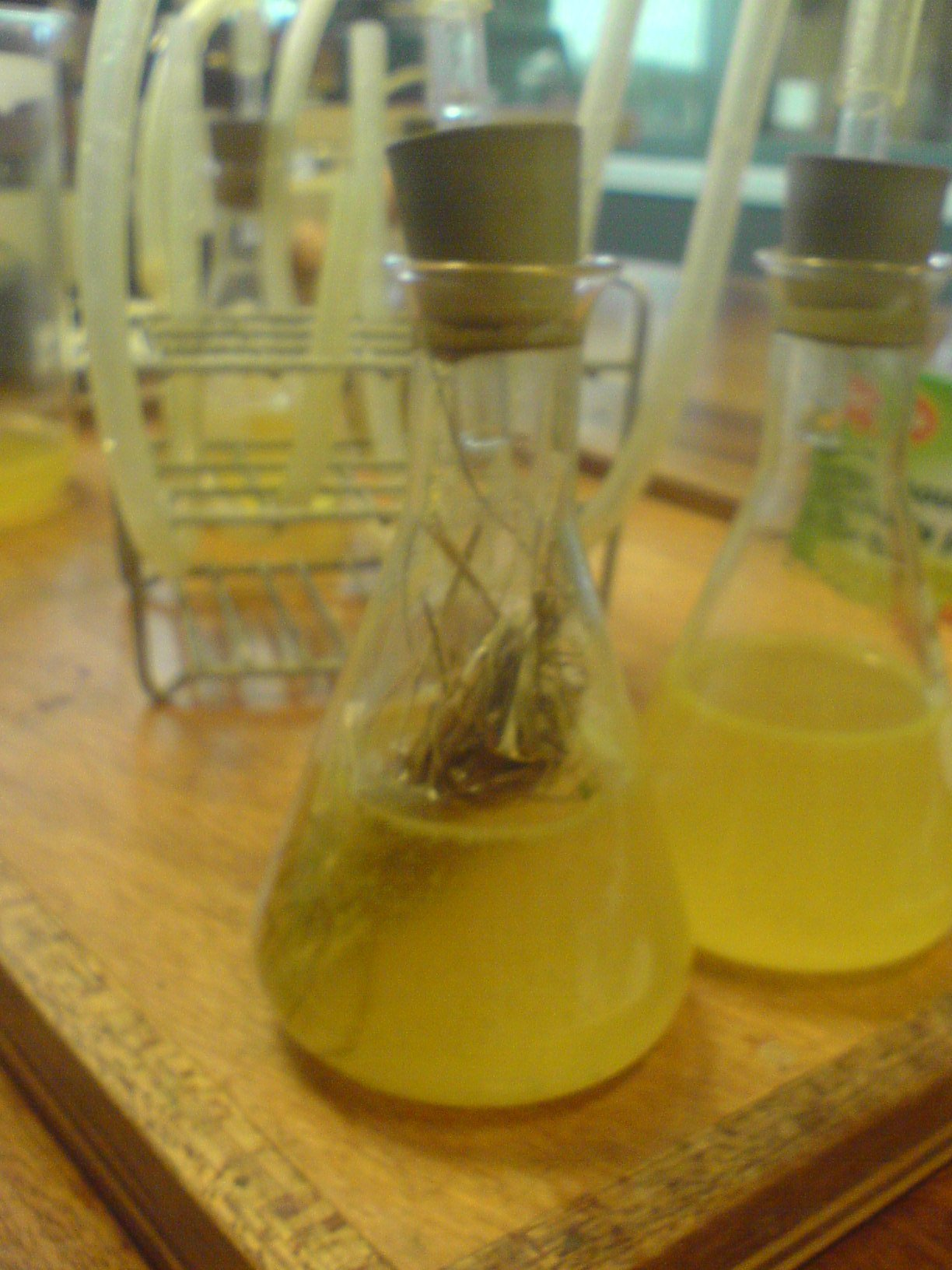
De proef van Pasteur en Pouchet nagebootst.

Pasteur raakte bij de discussie over de "Generatio spontanea" betrokken. Generatio spontanea wil zeggen dat organismen spontaan ontstaan uit dode organismen of uit levenloze materie.
In 1668 toonde Francesco Redi aan, dat alleen levende vliegen verantwoordelijk waren voor de vliegen uit kadavers. Hij vulde een paar grote potten met vlees en dekte een paar ervan af. Alleen in de niet afgedekte potten 'ontstonden' maden. Desondanks geloofde men tot aan de ontdekking van Pasteur in 1860, dat bacteriën vanzelf ontstonden. Het onderzoek van Pasteur toonde aan, dat leven niet kan ontstaan uit "niet-leven", maar dat alleen levende wezens leven kunnen voortbrengen. Hij deed een experiment waarbij hij iets verhitte, waarna er geen sprake meer was van de Generatio spontanea; door verhitting worden de bacteriën immers gedood.
Een stukje uit het dagboek van Pasteur: 

[…] ik sta op het punt geheimen te doorgronden en de sluier die ze bedekt, wordt almaar dunner. De nachten zijn me te lang, maar ik klaag niet. Het voorbereiden van mijn colleges kost me geen moeite en ik kan mij vaak vijf dagen per week helemaal aan het laboratoriumwerk wijden. Madame Pasteur berispt me dikwijls, maar ik stel haar gerust door te zeggen dat ik haar naar roem zal leiden.

Pasteur had echter een rivaal, Félix-Archimède Pouchet, die meende te hebben aangetoond dat primitieve levende organismen spontaan ontstaan in mengsels van niet-levende organismen. Hij had daarover een boek gepubliceerd in 1859. Pasteur daagde Pouchet uit om een openbare demonstratie te geven, in het bijzijn van de pers en van de commissie van de Franse Academie. Pasteur wilde laten zien dat microben (bacteriën) pas beginnen te groeien in ontsmette oplossingen, nadat deze aan de buitenlucht zijn blootgesteld. Pouchet zelf echter werkte niet met bouillon, maar met een aftreksel van hooi.
In de loop van het 6 jaar durende debat pasten beide kampen hun instrumenten aan als antwoord op de kritiek van de tegenpartij. Pasteur vond glazen bollen met dunne, gekromde halzen uit om de kans op binnenkomende bacteriën te beperken, en beide partijen trokken naar de bergen om de inhoud van hun bollen bloot te stellen aan lucht die volgens Pasteur minder bacteriën zou bevatten. Later zou blijken dat de hooi-afkooksels van Pouchet besmet waren met hittebestendige sporen van Bacillus subtilis, wat hij niet kon weten maar wat achteraf zijn resultaten van schijnbare spontane voortbrenging verklaart.